# خوسيه غوادالوبي روبيو
خوسيه غوادالوبي روبيو (بالإسبانية: José Guadalupe Rubio)‏ (14 مارس 1966 في المكسيك - ) هو مدرب كرة قدم ولاعب كرة قدم مكسيكي في مركز الدفاع. لعب مع سانتوس لاغونا.